# Messina (província)
A província de Messina é uma província italiana da região de Sicília com cerca de 640 000 habitantes, densidade de 197 hab/km². Está dividida em 108 comunas, sendo a capital Messina.
Faz fronteira a norte com o Mar Tirreno (com o Golfo de Patti e de Milazzo e a ilha Eolie), a este com o Mar Jónio e o Estreito de Messina, que separa a Sicília do continente, a sul com as províncias de Catania e Enna e a oeste com a província de Palermo.

## Terremoto
Um terremoto ocorreu em 28 de dezembro de 1908 na Sicília e Calábria, sul da Itália, com magnitude de 7,1 e intensidade máxima de Mercalli de XI. O epicentro foi no estreito de Messina, que separa a Sicília do continente italiano. As cidades de Messina e Reggio Calabria foram quase completamente destruídas e entre 75 000 e 82 000 pessoas morreram. Foi o terramoto mais destrutivo de sempre a atingir a Europa.